# Vitry-en-Perthois
Vitry-en-Perthois ist eine französische Gemeinde mit 851 Einwohnern (Stand 1. Januar 2022) im Département Marne in der Region Grand Est. Sie gehört zum Arrondissement Vitry-le-François und zum Kanton Sermaize-les-Bains.

## Geografie
Die Gemeinde Vitry-en-Perthois liegt vier Kilometer nordöstlich der Stadt Vitry-le-François an der Saulx, kurz vor deren Mündung in die Marne. Im überwiegend flachen, auf ca. 100 m über dem Meer gelegenen Gemeindegebiet münden die Flüsse Chée und Bruxenelle in die Saulx. Im Süden der Gemeinde verläuft der Rhein-Marne-Kanal, im Norden erhebt sich der Hügel des Mont de Fourche auf 207 m über dem Meer, dessen Südhänge mit Weinreben bestockt sind. Umgeben wird Vitry-en-Perthois von den Nachbargemeinden Saint-Quentin-les-Marais im Norden, Merlaut im Nordosten, Plichancourt im Osten, Reims-la-Brûlée im Südosten, Marolles im Süden, Vitry-le-François im Südwesten, Loisy-sur-Marne im Westen sowie Couvrot im Nordwesten.

## Geschichte
Vitry wurde 1142 von der Armee des Königs Ludwig VII. und 1544 von der Armee des Kaisers Karl V. niedergebrannt. Seitdem wurde der Ort „Vitry-le-Brûlé“ genannt. König Franz I. befahl seinen Wiederaufbau, allerdings an einer etwas anderen Stelle, der neue Ort bekam den Namen Vitry-le-François.

### Bevölkerungsentwicklung
| Jahr      | 1962 | 1968 | 1975 | 1982 | 1990 | 1999 | 2008 | 2018 |
| Einwohner | 659  | 678  | 759  | 910  | 856  | 793  | 811  | 828  |

## Persönlichkeiten
- Heinrich I. (1126–1181), Graf von Troyes, wurde in Vitry geboren
- Jacques de Vitry (1160/1170–1240), Bischof von Akkon, später Kardinalbischof von Tusculum
- Philippe de Vitry (1291–1361), Bischof von Meaux

## Sehenswürdigkeiten

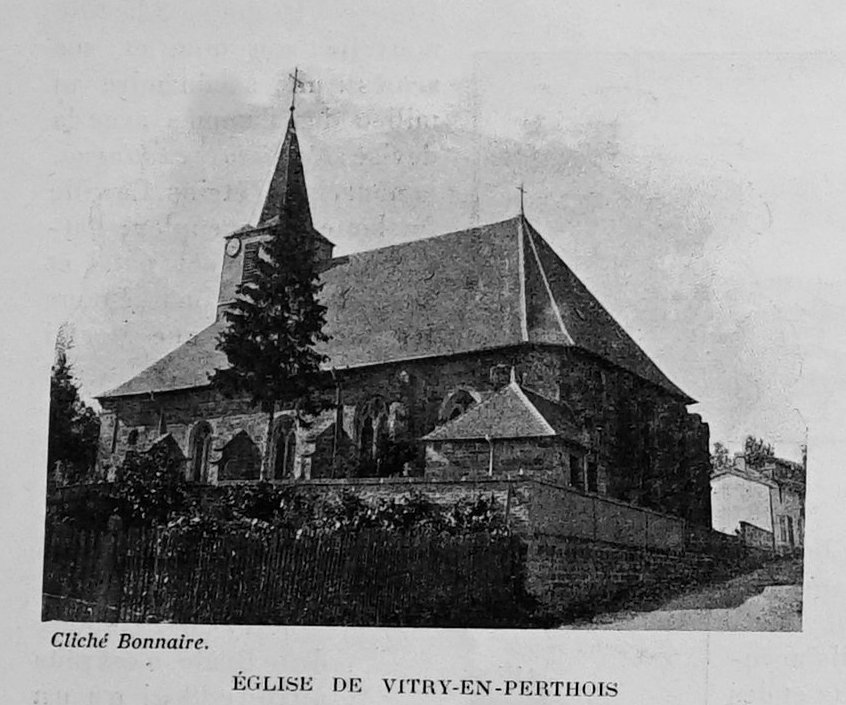
Altes Foto der Kirche Saint-Memmie (um 1900)

- Kirche Saint-Memmie
- Kapelle Sainte-Geneviève
- Lavoir (ehemaliges Waschhaus)